# Déville-lès-Rouen
Déville-lès-Rouen ist eine französische Gemeinde mit 10.690 Einwohnern (Stand 1. Januar 2022) im Département Seine-Maritime in der Region Normandie. Sie gehört zum Arrondissement Rouen und zum Kanton Mont-Saint-Aignan.

## Geographie
Die Kleinstadt liegt im nordwestlichen Teil des Ballungsraums Métropole Rouen Normandie und ist im Süden vollständig mit Rouen zusammengewachsen. Nachbargemeinden sind:
- Notre-Dame-de-Bondeville im Nordosten,
- Mont-Saint-Aignan im Osten,
- Rouen im Süden,
- Canteleu im Südwesten und
- Maromme im Nordwesten.

Das Gemeindegebiet wird in Nord-Süd-Richtung vom Fluss Cailly durchquert, der schließlich in Rouen in die Seine mündet.

## Bevölkerungsentwicklung
| 1962  | 1968  | 1975   | 1982   | 1990   | 1999   | 2006   | 2008   | 2009   |
| ----- | ----- | ------ | ------ | ------ | ------ | ------ | ------ | ------ |
| 8.643 | 9.622 | 11.745 | 11.136 | 10.521 | 10.441 | 10.520 | 10.249 | 10.018 |

## Persönlichkeiten
- Alfred Louis Delattre (1850–1932), französischer Missionar und Archäologe
- Joseph Delattre (1858–1912), Maler
- Robert Eude (1899–1965), französischer Historiker
- Pierre Bérégovoy (1925–1993), französischer Politiker
- Michel Bérégovoy (1931–2011), französischer Politiker
- Didier Notheaux (1948–2021), ehemaliger französischer Fußballspieler und heutiger Fußballtrainer
- Tony Parker (* 1982), französischer Basketballspieler im Club L’Amicale Laïque de Déville

## Partnergemeinden
- Bargteheide, Deutschland
- Syston, England, (Grafschaft Leicestershire)
- Carmignano, Italien